# Sankt Pantaleon
Sankt Pantaleon är en ort och kommun  i Österrike. Den ligger i distriktet Braunau am Inn i förbundslandet Oberösterreich. Sankt Pantaleon, som bland annat är känt för Höllerersee, har 3 248 invånare (2024). Kommunen gränsar i väster till floden Salzach och Bayern i Tyskland.
Kommunen består av 15 orter (Ortschaften) (inom parentes invånarantal 1 januari 2024):

- Hollersbach (22)
- Kirchberg (211)
- Laubenbach (16)
- Loidersdorf (114)
- Mühlach (18)
- Pirach (52)
- Reith (192)
- Riedersbach (889)
- Roidham (26)
- Sankt Pantaleon (1 016)
- Seeleiten (79)
- Steinwag (39)
- Stockham (91)
- Trimmelkam (352)
- Wildshut (131)